# Rodrigo Anes de Sá Almeida e Meneses, 1.º Marquês de Abrantes
D. Rodrigo Anes de Sá Almeida e Meneses ComC • ComSE (Lisboa, 19 de outubro de 1676 — Abrantes, 30 de outubro de 1733) foi um militar, diplomata e nobre português. Sucedeu na casa de seu pai, o 4.º Conde de Penaguião e 1.º Marquês de Fontes, tendo sido o 7.º Conde de Penaguião, 1.º Marquês de Abrantes e 3.º Marquês de Fontes.

## Biografia
Nasceu em Lisboa em 19 de outubro de 1676, sendo o terceiro filho de D. Francisco de Sá e Meneses e de D. Joana Luísa de Lancastre. Assim como os seus irmãos, foi educado com as máximas católicas, e políticas de sua mãe. Mais tarde, os seus irmãos morreram, assim o fazendo herdeiro da casa de seus avós.
Sendo a vila de Abrantes pertencente à coroa, D. João V, em 12 de agosto de 1718, a doou a este fidalgo com todas as suas jurisdições e título de marquesado, de juro e herdade para os primogénitos desta casa,  
Também foi donatário de muitas vilas, governador das Armas da cidade do Porto e das fortalezas de São João da Foz e de Nossa Senhora das Neves em Leça de Matosinhos, também comendador de várias ordens. 

### Guerra da Sucessão Espanhola
Declarada a guerra, em 1704 comandou um terço em que foi mestre-de-campo com o qual realizou acções militares extraordinárias nas expugnações de Valência de Alcântara e Alburquerque, ganhadas no ano de 1705.
Foi censor da Academia Real da História em 1720, foi ainda embaixador em Roma e em Madrid, por ocasião dos casamentos dos príncipes das duas casas soberanas, D. José e D. Maria Bárbara, filhos de D. João V, com os dois filhos de D. Filipe V de Espanha, a infanta Mariana Vitória e D. Fernando. Por esta ocasião, o rei de Espanha o agraciou com o colar do Tosão de Ouro.
Era fidalgo de grande ilustração e protector do padre inventor Bartolomeu de Gusmão e, durante a sua residência em Roma, de Vieira Lusitano.
Dom João V, em 1718, mudou o título de Marquês de Fontes para o de Marquês de Abrantes a este 7.º conde de Penaguião e 3.º marquês de Fontes, Rodrigo Anes de Sá Almeida e Meneses (1676-1733), 3.º filho do 4.º conde de Penaguião e 1.º marquês de Fontes, nascido em 1676, sendo assim o 1.º Marquês de Abrantes. Recebeu os senhorios da vila de Abrantes, do Sardoal, dos concelhos de Sever, Penaguião, Gondim, Fontes, Gondomar, Vila Nova de Aguiar de Sousa, Bouças, Gaia e honra de Sobrado. Foi capitão, alcaide-mor e governador das armas do Porto, das fortalezas de São João da Foz e de Nossa Senhora das Neves de Leça (Matosinhos), alcaide-mor de Abrantes, Punhete, Amêndoa e Mourão, comendador de Santiago do Cacém e de São Pedro de Faro, da Ordem de Santiago, e de São Pedro de Macedo da Ordem de Cristo.

## Casamento e descendência
Casou-se em 1690 com Isabel Henriqueta de Lorena (Lisboa, 1672 – Évora, 1699) filha de Nuno Álvares Pereira de Melo, 1.º Duque de Cadaval, e de Henriqueta de Lorena. Deste casamento teve a seguinte descendência:
1. D. Ana Maria Catarina Henriqueta de Lorena (1691–1761);
2. D. Joaquim Francisco de Sá Almeida e Menezes(1695–1756);
3. D. Maria Sofia de Lancastre (1696–1758);
4. D. Luísa Maria de Faro (1697–?).